# Magic Mouse

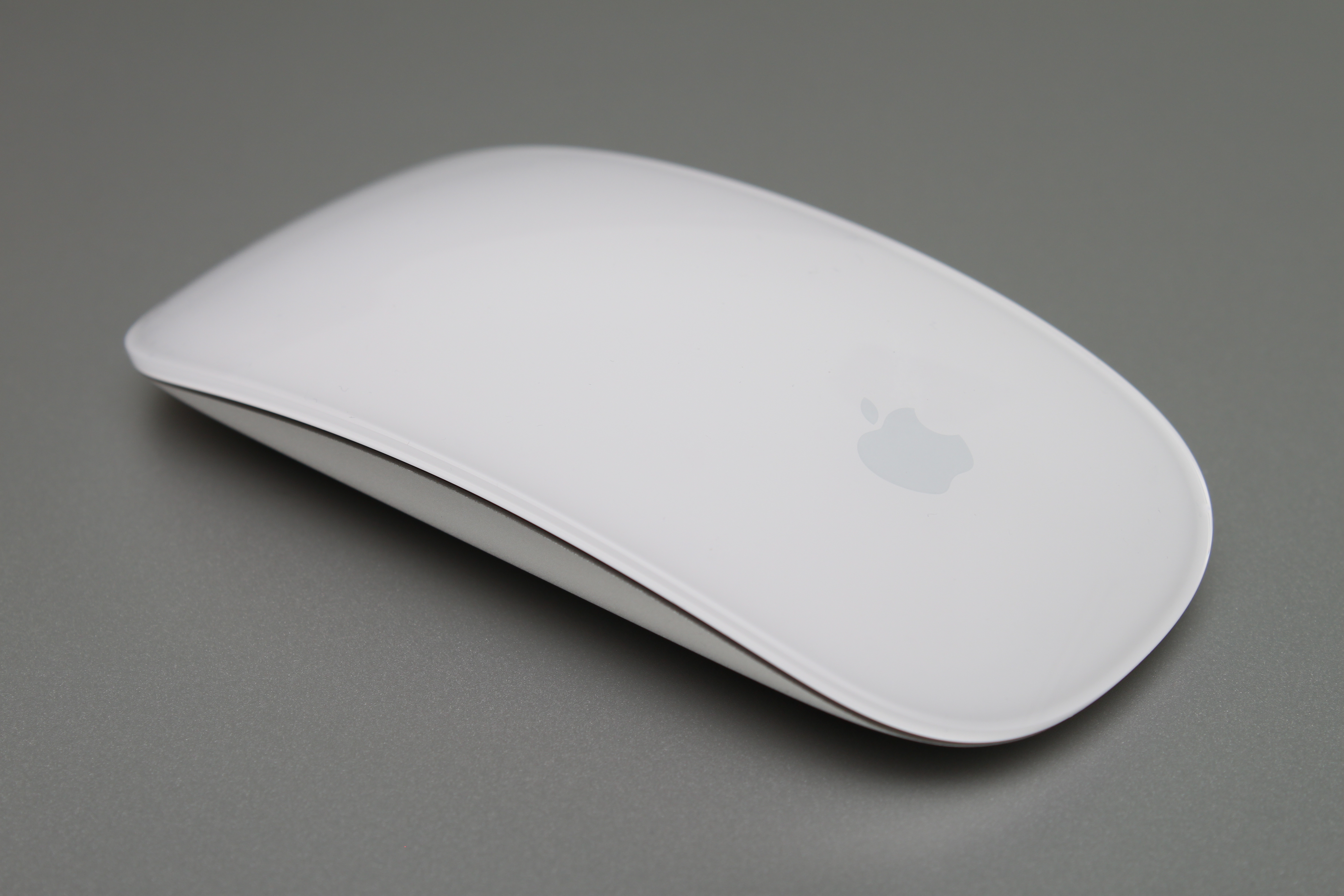
Apple Magic Mouse

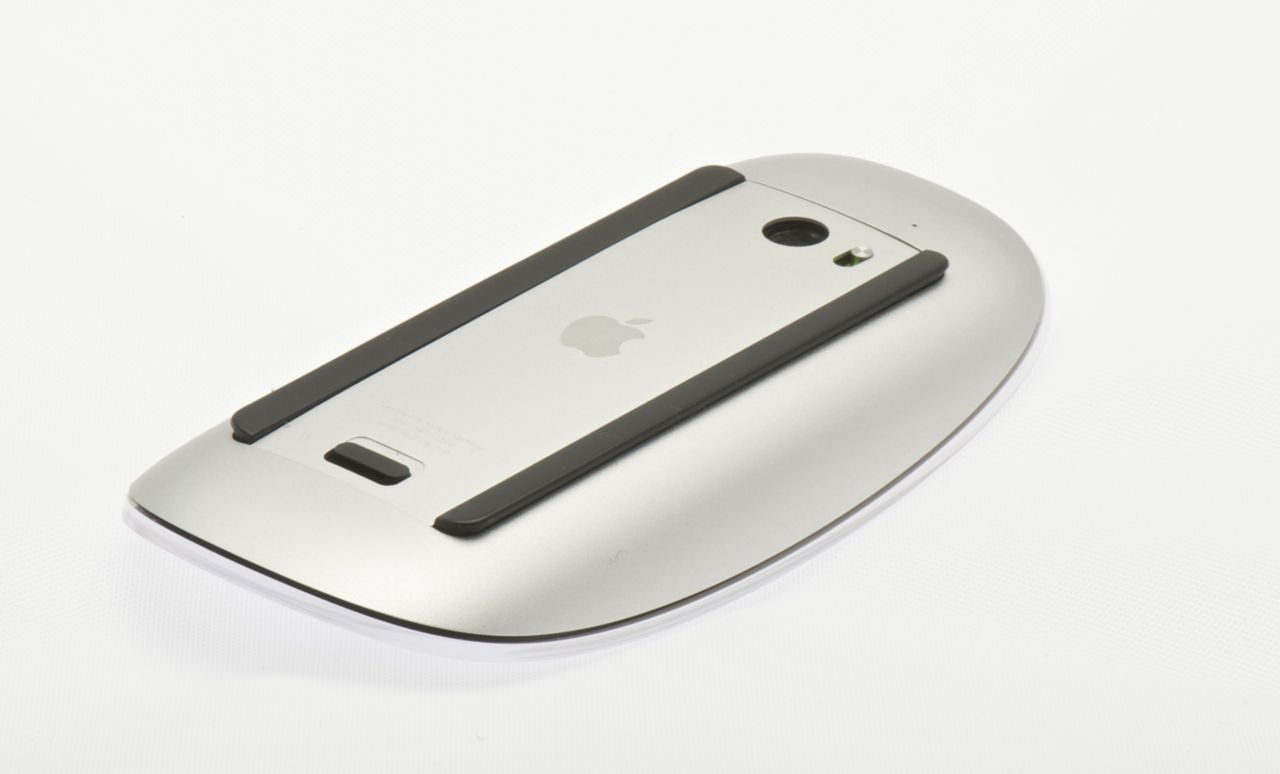
Apple Magic Mouse 1, vue de dessous

La Magic Mouse est une souris multi-touch conçue et produite par Apple. Présentée au public le 20 octobre 2009, elle succède à la souris sans fil Mighty Mouse. Elle peut être utilisée comme une souris à un ou deux boutons. Un troisième bouton de souris, présent sur son successeur, n'est plus nécessaire. Apple fait la publicité de la technologie Multi-Touch, une fonction spéciale permettant l'utilisation de gestes. La deuxième version, Magic Mouse 2, est disponible depuis le 13 octobre 2015.

## Fonctions
La souris est dotée d'une surface Multi-Touch fonctionnant comme le trackpad d'un MacBook ou l'écran de l'iPhone et de l'iPod touch.